# Trescientos veinte
El trescientos veinte es el número natural que sigue al trescientos diecinueve  y precede al trescientos veintiuno.

## Propiedades matemáticas
- Es un número compuesto, que tiene los siguientes factores propios: 1, 2, 4, 5, 8, 10, 16, 20, 32, 40, 64, 80 y 160. Como la suma de sus factores es 442 > 320, se trata de un número abundante.
- Es un Número de Leyland ya que 28 + 82 = 320.
- Es un Número de Harshad ya que es divisible entre la suma de sus dígitos.